# Oakdale, Illinois
Oakdale là một làng thuộc quận Washington, tiểu bang Illinois, Hoa Kỳ. Năm 2010, dân số của làng này là 221 người.

## Dân số
Dân số qua các năm:
- Năm 2000: 213 người.
- Năm 2010: 221 người.